# داویده لانزافامه
 داویده لانزافامه  (به ایتالیایی: Davide Lanzafame) (متولد ۹ فوریه ۱۹۸۷)بازیکن فوتبال اهل ایتالیا است.
لانزافامه سابقهٔ عضویت در تیم‌های باری ٬ پارما و پالرمو و یوونتوس را دارد.